# Aeropuerto de Enem
El aeropuerto de Enem (en ruso: Аэропорт Энем; ; ICAO: URKS; IATA: ), es un aeropuerto de líneas aéreas locales en la República de Adigueya, en Rusia. Está situado a 3 km al noreste de Enem, en el raión de Tajtamukái y 5 km al sur de Krasnodar. También es conocido como "Krasnodar-Enem" o "Krasnodar-Sur". 
El espacio aéreo está controlado desde el FIR de Krasnodar-Pashkovski (ICAO: URKK)
Cerca del aeropuerto hay un campo de aviación deportiva.

## Pista
Cuenta con una pista de asfalto en dirección 06/24 de 500x30 m (1.640x98 pies) con.
El aeropuerto es capaz de recibir aviones de hasta 20 toneladas de los tipos L-410 o An-2, así como otros más ligeros. Puede recibir asimismo helicópteros. Es usado para vuelos locales y a trabajos aéreos.